# 膽囊收縮素

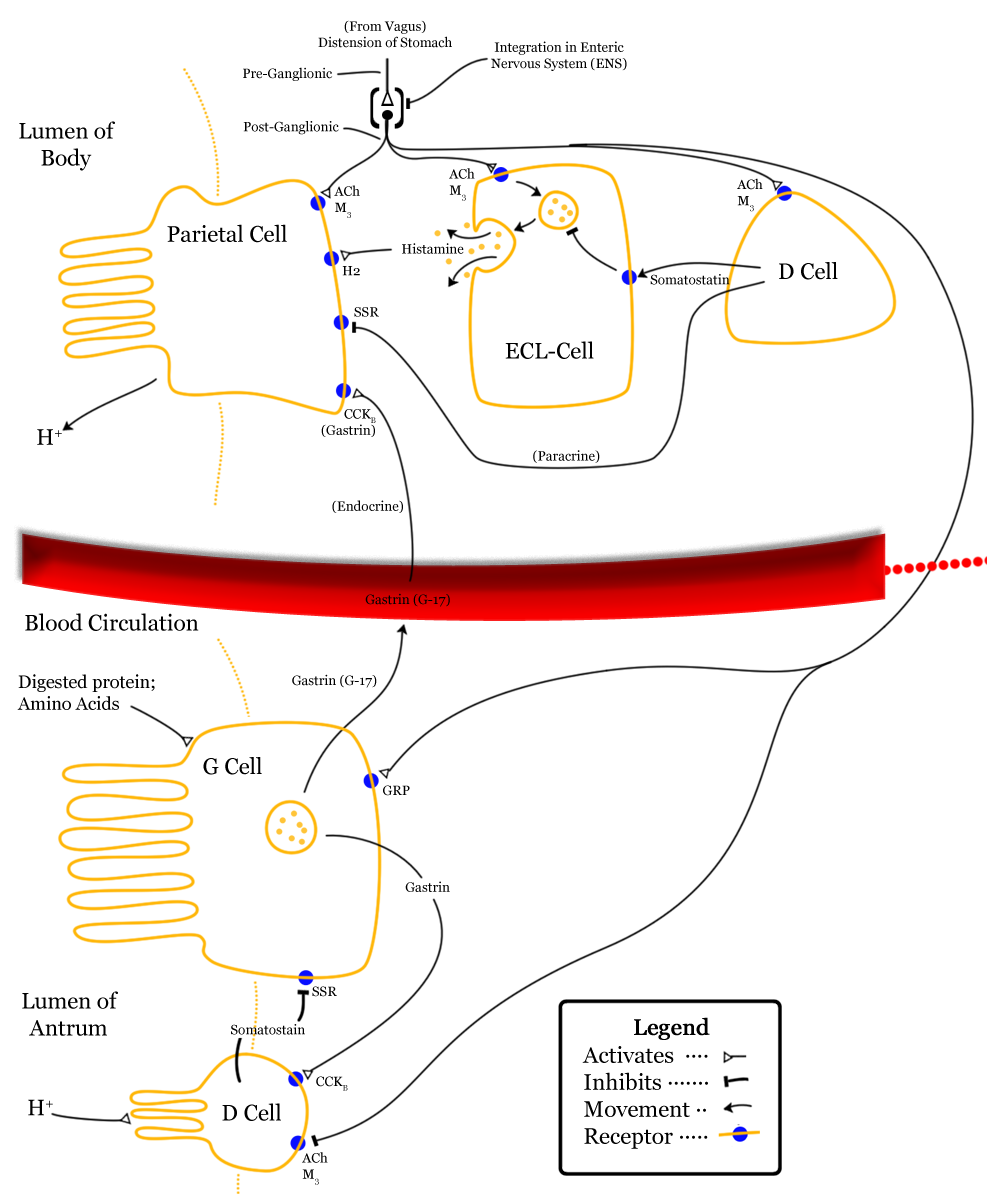
膽囊收縮素（CCK）位於本圖的右下角

膽囊收縮素（英語：cholecystokinin，簡稱CCK或CCK-PZ）是一种脑肠肽，主要功能是促进脂肪和蛋白质的消化。其名称源自希腊语，包含chole（胆汁）、cysto（囊状）和kinin（移动）三个部分，整体意为“移动胆汁之囊”。它不仅在消化系统中广泛存在，还在中枢及外周神经系统中发挥作用。
膽囊收縮素在此之前名為促胰酶素（pancreozymin），是由小腸的黏膜上皮細胞當中的I細胞所合成，並由十二指腸分泌。当胆囊收缩素被分泌出来后，会刺激胰脏和胆囊分别释放消化酶和胆汁，以帮助消化过程。
除了在消化过程中发挥作用，胆囊收缩素还是一种食欲抑制剂。当胆囊收缩素在体内水平升高时，可以抑制食欲，帮助控制食物的摄入量。最近的證據暗示，膽囊收縮素在促進鴉片類藥物的藥物容許量，如嗎啡和海洛因，扮演著重要角色，並且在經歷鴉片類藥物停藥後的疼痛過敏經歷有著部份的關聯性。
膽囊收縮素基因最早在狗（Canis lupus familiaris）的胃肠道中被发现，随后在人类（Homo sapiens）、小鼠（Mus musculus）、虹鳟（Oncorhynchus mykiss）、大西洋鲑（Salmo salar）和团头鲂（Megalobrama amblycephala）等多个物种中也有发现。研究表明，不同动物中的膽囊收縮素存在两种甚至三种不同的亚型，并且它们的功能存在差异。例如，在虹鳟中存在CCK-L、CCK-N和CCK-T三种膽囊收縮素亚型，其中CCK-L亚型作为饱腹因子调节摄食，而CCK-N亚型则无显著作用。在红鲷（Pagrus major）中发现CCK基因存在CCK1和CCK2亚型，其中CCK1亚型在消化过程中发挥重要作用，CCK2亚型则通过向脑发送信号调节食物摄入和控制饱腹感。而在白鲷（Diplodus sargus）中，CCK1基因的表达水平不受摄食影响，CCK2基因则参与消化过程的负反馈调节。
膽囊收縮素基因通过与胆囊收缩素受体基因（Cholecystokinin receptor，简称CCKR）相结合，调节动物的摄食、消化等生理过程。在多数动物中，CCKR基因存在CCK1R和CCK2R两种亚型。研究显示，CCK与CCK1R基因结合主要影响消化系统，而CCK与CCK2R基因结合则主要影响中枢神经系统，二者共同参与摄食活动的调节过程。

## 外部連結
- 醫學主題詞表（MeSH）：Cholecystokinin